# Los Tres Pasos

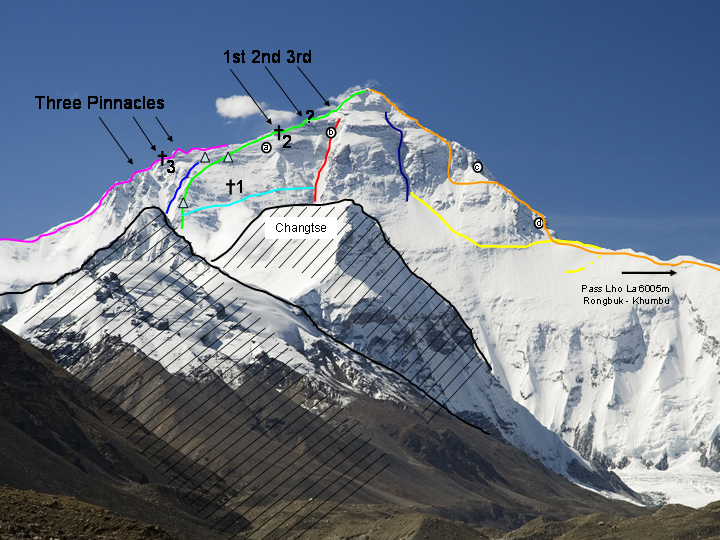
Cara norte del Everest mostrando los tres pasos de acceso a la cumbre.

Los Tres Pasos hacen referencia a los tres escalones rocosos prominentes que se encuentran en la ruta de escalada por la cresta noreste del monte Everest. Se encuentran a 8564, 8610 y 8710 metros respectivamente. El Segundo Paso es especialmente significativo a nivel histórico como en términos de montañismo. Cualquier escalador que quiera escalar por la ruta normal desde el norte de la cumbre debe sortear estas tres etapas.

## Primer paso
Consta de grandes cantos rodados que representan un serio obstáculo en la escalada, incluso para escaladores experimentados. Muchos montañeros han muerto cerca del Primer Paso, entre ellos Tsewang Paljor, cuyo cadáver, mitificado por sus "botas verdes" (y de ahí su apelativo) y su abrigo rojo, sirve como hito para que los escaladores midan su distancia hasta la cima. Otros escaladores también murieron muy cerca de dicha posición, como Francys Arsentiev, fallecido en 1998 después de conseguir el ascenso, o David Sharp, cuya muerte en 2006 causó controversia y debate porque fue rebasado durante su intento en solitario y no recibió ayuda de otros escaladores que se encontraban subiendo y bajando de la cumbre mientras agonizaba.

## Segundo paso
Es el más conocido de los pasos rocosos. El tramo escarpado, a una altitud de 8610 metros, tiene una altura de ascenso de 40 metros, de los cuales los últimos cinco son casi verticales. El escalón fue rebasado por primera vez en 1960 por los alpinistas chinos Wang Fuzhou, Gongbu y Qu Yinhua, mientras que su compañero de equipo Liu Lianman llegó a ofrecerse como voluntario para ser una escalera humana para tratar de sortearlo. La dificultad de escalada de este punto se redujo en 1975, cuando un equipo chino fijado una escalera de aluminio al peldaño, siendo usada desde entonces por casi todos los escaladores. En 2007, por razones de seguridad, los montañistas chinos e internacionales reemplazaron la escalera original de 4,6 metros por una nueva. La escalera original se exhibe en el Museo Mount Qomolangma en el Tíbet.

### Importancia del segundo paso en la conquista de la cumbre
La expedición británica de reconocimiento al monte Everest de 1921 trató también de conseguir, sin éxito, hollar la cima. Le siguieron más expediciones británicas en 1922, 1924 y 1933. Los escaladores tuvieron que hacer el ascenso desde el norte, ya que Nepal estaba cerrado. La situación se revirtió después de la invasión china del Tíbet, que permitió a las nuevas expediciones escalar la montaña desde el lado sur. Aún se desconocían las dificultades técnicas, especialmente en la subida del segundo paso. Hay una discusión en curso sobre si éste tramo fue superado alguna vez por George Mallory y Andrew Irvine en su intento de 1924. Fue rematado en 1960 como parte de la primera ascensión del Everest por la ruta norte, cuando se utilizó un caballete para subir los últimos cinco metros.
El escalón fue subido por primera vez sin ayuda en 1985, por el español Òscar Cadiach, quien evaluó la cara de la roca final como 5.7 a 5.8 (V+ en la clasificación UIAA). El austriaco Theo Fritsche, en 2001, llegó a una conclusión similar. El estadounidense Conrad Anker subió el segundo escalón en 1999 y evaluó el nivel de dificultad en 5.10. En este ascenso, Anker se apoyó en la escalera china. En 2007, Anker repitió la escalada con Leo Houlding; esta vez, sin embargo, primero quitó la escalera de apoyo para subir el escalón sin ayuda.

## Tercer paso
El tercer escalón es el más fácil de superar, con una altura de alrededor 10 metros. Una vez superado se alcanza el campo de nieve de la cumbre.